# Xouthous pectinatus
Xouthous pectinatus is een eenoogkreeftjessoort uit de familie van de Pseudotachidiidae. De wetenschappelijke naam van de soort is voor het eerst geldig gepubliceerd in 1898 door Scott, T. & Scott, A..